# Atakapa
Atakapa (tudi: Atacapa, Attakapa, Attacapa; jezik Choctaw: Hatak Upa – „Kanibal“, saj so prakticirali ritualni kanibalizem, zlasti v vojnem času) oz. lastno ime Icāk / Ishak – „Ljudstvo/Ljudje“, so pripadniki severnoameriškega indijanskega plemena, katerega jezik velja za izoliranega in ga doslej ni bilo mogoče uvrstiti v noben drug jezik. Živeli so na severni obali Mehiškega zaliva zahodno od delte reke Mississippi v današnjih zveznih državah Louisiani in Teksasu.
„Atakapa-Ishak“ danes niso priznani kot pleme niti na zvezni ravni (Federal Recognition) niti na ravni zvezne države (State Recognition), vendar so njihovi potomci del več zvezno in državno priznanih plemen.

## Jezik Atakapa
Jezik Atakapa je bil jezikovni izolat, ki so ga nekoč govorili ob obali Louisiane in vzhodnega Teksasa in naj bi izumrl sredi 20. stoletja. John R. Swanton je leta 1919 predlagal jezikovno družino Tunican, ki bi vključevala plemena Atakapa, Tunica in Chitimacha. Mary Haas je to kasneje razširila v hipotetično "jezikovno družino Gulf" ali "Zalivska jezikovna družina" z dodatkom muskogeanskih jezikov. Od leta 2001 jezikoslovci na splošno ne menijo, da so te predlagane družine dokazane.
Podobnosti med jezikoma Atakapa in Chitimacha so vsaj delno pripisane obdobjem "intenzivnega stika [med govorci obeh jezikov] zaradi njune geografske bližine".

## Plemenska ozemlja
„Atakapa-Ishak“ so razdeljeni v dve veliki regionalni skupini; „Vzhodni Atakapa“ (lastno ime: Hiyekiti Ishak – „Ljudstvo sončnega vzhoda, tj. ljudstvo na vzhodu“) na jugozahodu Louisiane in „Zahodni Atakapa“ (lastno ime: Hikike Ishak – „Ljudstvo sončnega zahoda, tj. „ljudstvo na zahodu“) na jugovzhodu Teksasa:
„Vzhodni Atakapa (Hiyekiti Ishak)“ so živeli v današnjih Acadiana okrožjih na jugozahodu Louisiane v treh velikih regionalnih skupinah:
- Ciwāt oz. Alligator Band (ob  reki Vermilion in mehiškem zalivu, v jugozahodnem okrožju Iberia, Louisiana  in jugovzhodnem okrožju  Vermilion, Louisiana. Aligator je bil za to skupino zelo pomemben. Ne samo, da so jedli njegovo meso, ampak so njegovo olje uporabljali za kuhanje in zdravljenje blagega artritisa in ekcemov ter luske kot konice puščic.)

- Otse, Teche Band oz. Snake Band (v prerijah in obalnih močvirjih v porečju reke Mermentau ter bayoujih z imeni Bayou Nezpique, Bayou des Cannes in Bayou Plaquemine Brule s sladkovodnimi jezeri Grand Lake in White Lake ter ob Bayou Teche okoli St. Martinville (prej imenovano Poste des Atakapas/Attakapas Post) v okrožju St. Martin, okrožju  Lafayette, okrožju  St. Landry, okrožju  St. Mary, okrožju  Acadia in okrožju Evangeline na jugu Louisiane. Imenovani so po kači, ki simbolizira vijugast in ovinkast tok Bayou Teche.

- Tsikip Band oz. Heron Band ali Appalousa (Opelousa) Band (prvotno med reko Atchafalaya in reko Sabine]] na meji med Teksasom in Louisiano. Ko je leta 1760 Kinemo, poglavar „Vzhodnih Atakapa“, prodal plemensko zemljo med reko Vermilion in Bayou Teche Francozu Gabrielu Fuselierju de la Claireu, je „Tsikip (Appalousa) Band“, jezen zaradi prodaje skupne zemlje, napadel „Otse (Teche) Band“ in ga iztrebil; njihova plemenska ozemlja so se zdaj osredotočila na območje okoli po njih imenovanega mesta Opelousas, v prerijah v okrožju St. Landry, Louisiana in so zdaj vključevala tudi Bayou Teche okoli St. Martinville v okrožju St. Martin. Imenovali so se Tsikip (Heron) – „Čaplja“ ali Appalousa (Opelousa) – „črna [obarvana] noga“, saj so si med žalostnimi slovesnostmi črnili spodnji del nog in stopala ter tako posnemali dolge črne noge čaplje.

„Zahodni Atakapa (Hikike Ishak)“ so živeli na jugovzhodu Teksasa in so bili sestavljeni iz naslednjih velikih regionalnih skupin:
- 'Atakapa (pravi) so se nadalje delili na tri skupine:

- - skupina Katkoc Band oz. Eagle Band ali Calcasieu Band (njihovo ime kot „Katkoc (Eagle) Band“ izvira od orlov na tem območju, pogosto pa so jih imenovali tudi „Calcasieu Band“, so živeli ob reki Calcasieu med jezerom Calcasieu v jugozahodni Louisiani in jezerom Sabine na meji med Louisiano in Teksasom.)

- - skupina Red Bird Band (živeli so v prerijah in obalnih območjih današnjega okrožja Cameron v jugozahodni Louisiani in jih je predstavljal rdeči (severni) kardinal.)

- - skupina Niāl Band oz. Panther Band (živeli so na območjih okoli reke Sabine v jugovzhodnem Teksasu in so imeli panterja za totem.)

- skupina Deadose Band (prvotno skupina Bidai, ki se je odcepila v začetku 18. stoletja, živeli so severno od drugih Bidai med sotočjem rek Angelina in Neches ter zgornjim delom zaliva Galveston v vzhodno-osrednjem Teksasu. Okoli leta 1720 so se preselili na zahod med reki Brazos in Trinity; kasneje so se naselili blizu misijonov ob reki San Gabriel (skupaj z Bidai in Akokisa/Orcoquiza) v Teksasu Hill Country. Med letoma 1749 in 1751 so se zbrali (skupaj z Akokisa/Orcoquiza, Bidai in Patiri) v kratkotrajnem misijonu San Ildefonso blizu ustja Brushy Creeka; nekateri so se naselili blizu misijona Alamo v San Antoniu. V drugi polovici 18. stoletja so bili Deadose tesno povezani s skupinami plemena Tonkawa (Ervipiame, Mayeye in Yojuane). Zaradi visoke umrljivosti zaradi epidemij ošpic in črnih koz so se preživeli pridružili sorodnim Bidai, Akokisa/Orcoquiza in Tonkawa ter so do konca 18. stoletja izgubili svojo plemensko identiteto.)

- skupina Quasmigdo Band oz. bolj znane kot Bidai Band (tudi: Beadeye, Bedias, Biday, Viday, ime iz jezika Caddo, ki pomeni „grmovje/podrast“, naselili so se ob potoku Bedias med rekama Brazos in Neches v Teksasu, od okoli leta 1770 so se „zahodni Atakapa (Hikike Ishak)“ („pravi“ Atakapa, Deadose, Bidai in Akokisa/Orcoquiza) uveljavili kot posredniki za francoske naseljence in trgovce – ki so bili sovražni Špancem – za nezakonito trgovanje z Lipan Apaći (Kúne tsá/Konitsaii Ndé) v jugovzhodnem/zahodnem Teksasu ter v severovzhodni Mehiki (Nuevo León in Tamaulipas). Lipan Apači so prek „Atakapa-Ishak“ dobili francoske puške in strelivo za boj proti Špancem in Komančem – Lipani so za to „plačali“ z živino, konji in ljudmi (Španci in Indijanci), ujetimi v Teksasu in Mehiki. Leta 1776–77 so Bidai v epidemiji izgubili približno 50 odstotkov svojega prebivalstva, okoli leta 1820 je bilo le še nekaj skupin. Nekateri so se pridružili Akokisa/Orcoquiza in Tonkawam, drugi plemenu Koasatom, še ena skupina se je leta 1854 pridružila Caddo Indijancem v indijanskem rezervatu Brazos.)

- skupina Patiri Band oz. Petaros Band (živeli so severno od reke San Jacinto (zaliv Galveston) in zahodno od reke Trinity med Bidai na severu in Akokisa/Orcoquiza na jugu na območju med današnjima mestoma Houston in Huntsville. Torej so živeli v Piney Woods v vzhodnem Teksasu. Malo je znanega o njih; morda so bili južna skupina Bidai.)

- skupina Tlacopsel/Acopsel Band oz. Lacopspel Band (predvideva se, da so živeli na istem območju kot sorodni Bidai in Deadose. Lokacija njihovih naselij v jugovzhodnem Teksasu ni znana. Znani so le iz španskih dokumentov iz 18. stoletja, v katerih so omenjeni, ker so od Špancev prosili za misijone v vzhodno-osrednjem Teksasu.)

- skupine Akokisa/Arkokisa oz. Orcoquiza Band („rečno ljudstvo“, najzahodnejša skupina „Atakapa-Ishak“, živeli so sredi 18.stoletja v petih vaseh ob spodnjem toku rek Trinity (Tekas) in San Jacinto (Galveston Bay) ter na vzhodni obali Galveston Baya v današnjem Teksasu. Leta 1805 so poročali, da sta se Akokisa/Orcoquiza zmanjšala na dve vasi – ena obalna vas je ležala med rekama Sabine in Neches, druga pa na zahodni strani reke Colorado.)[4].

## Kultura in način življenja
Kot pri drugih plemenih v regiji so predniki "Atakapa-Ishak" verjetno pripadali mississippijski kulturi. Zagotovo so bili tudi graditelji gomil, kar dokazujejo arheološke najdbe. Nekoliko izven osrednjega trga so bile stožčaste, pogosto poglobljene bivalne hiše. Te so bile zgrajene iz upogljivih kolov, zabitih v zemljo, ki so bili povezani s pletenjem iz vej. Končno so bile stene znotraj in zunaj premazane z glino in so imele v notranjosti dodatno oblogo iz preprog.
Ribe, školjke, divja perutnina in divje rastline so pretežno sestavljale prehrano "Atakapa-Ishak". Uporabljali so številna lovska orožja, kot so sulice, pihalne cevi, lok in puščice, za ribolov pa so imeli mreže, ribiške trnke iz kosti in ribiške pregrade. "Atakapa-Ishak" so si aligatorjevo olje mazali na kožo za zaščito pred sončnimi opeklinami in komarji. Za lov na bizone so se selili na sever v prerijo v notranjosti dežele. Nabirali so oreščke, jagode, divje grozdje, korenine in divji med. Kot del trgovske mreže so "Atakapa-Ishak" sušene ribe, morske pse in perje menjali za kremen, keramiko in živalske kože, pa tudi za trstiko, šaš in posušen mah, ki so ga potrebovali za izdelavo preprog in košar. Poleti so moški "Atakapa-Ishak" nosili le minimalna oblačila, kot so predpasnik, ki so jih pozimi zamenjali za dolge hlače. Običajne so bile simbolične okrasitve, kot so tetovaže in ureznine na nosu in koži pri starejših ljudeh.
Obstajata dva mita o stvarjenju: eden pravi, da njihov narod izvira iz oceana, polnega velikih ostriginih školjk; drugi poroča, da so bili zaradi nevihtnega vala odloženi na vrhovih gora. "Atakapa-Ishak" so, tako kot sosednji Karankawa Indijanci veljali za kanibale; verjeli so, da ljudje, ki jih pojedo drugi ljudje, ne bodo imeli življenja po smrti.

## Zgodovina
Núñez Cabeza de Vaca in drugi Španci iz odprave Pánfilo de Narváeza iz leta 1528, ki so bili rešeni ob obali Teksasa zaradi brodoloma, so tam živeli med Indijanci, ki jih je Cabeza de Vaca imenoval Han, vendar so bili verjetno "Atakapa-Ishak" ali Karankawa iz istega območja. Španci so bili sprva prijazno sprejeti, kar pa se je spremenilo, ko je šlo za lastništvo hrane in izbruh evropskih bolezni. Od prihoda Evropejcev se je število prebivalcev "Atakapa-Ishak" znatno zmanjšalo.
Dve stoletji pozneje, leta 1721, je francoski raziskovalec Jean-Baptiste Bénard de La Harpe ujel nekaj "Atakapa-Ishak" in jih odpeljal v New Orleans, leta 1729 pa so bojevniki "Atakapa-Ishak" pomagali Natchezom v njihovi vojni proti Francozom. Drugi "Atakapa-Ishak" pa so se borili kot pomožne sile za Francoze. Sredi 18.stoletja so Španci ustanovili številne misije med plemeni v Teksasu. Leta 1779 so "vzhodni Atakapa (Hiyekiti Ishak)" podprli Špance v vojni proti Britancem. V začetku devetnajstega stoletja so francoski Kreoli prišli v Louisiano in izpodrinili tamkajšnje domorodce. Številni pripadniki "vzhodnih Atakapa (Hiyekiti Ishak)" in tudi nekateri "Atakapa-Ishak" v Teksasu so poiskali zatočišče pri drugih plemenih. Po antropologu Johnu Reedu Swantonu je bilo leta 1698 3.500 in okoli leta 1805 le še 175 pripadnikov plemena v Louisiani. Leta 1908 je bilo znanih le 9 potomcev. Ta upad je zagotovo posledica bolezni, ki so jih prinesli Evropejci in je bil manj povzročen s stalnimi vojnami proti naseljencem. Leta 1932 je Smithsonian Institute objavil slovar jezika "Atakapa-Ishak". Nato so se javili pripadniki drugih plemen, ki so se sami označili za potomce "Atakapa-Ishak". Nekateri izmed njih so šteti med razvijalce glasbe Zydeco.

## Trenutna situacija
Potomci "Atakapa-Ishak" so danes kot podplemena najdeni pri več plemenih, ki so jih državno priznali v Louisiani (State recognition):
- t.i. "BCCM Tribes" (združitev treh ločeno državno priznanih skupin: Bayou Lafourche Band of Biloxi-Chitimacha Indians, Grand Caillou/Dulac Band of Biloxi-Chitimacha Indians in Isle de Jean Charles Band of Biloxi-Chitimacha Indians, sestavljajo jih potomci Biloxi, Chitimacha, Choctaw, Acolapissa in "Atakapa-Ishak"; večina pripadnikov teh treh skupin se danes večinoma identificira kot "Biloxi-Chitimacha".)

- Pointe-au-Chien Indian Tribe (približno 680 članov plemena na jugu Terrebonne Parish in Lafourche Parish vzdolž Bayou Pointe-au-Chie sestavljajo potomci Acolapissa, "Atakapa-Ishak", Biloxi in "Chawasha Band" ter "Washa Band" Chitimacha ter Bayogoula in Houma; pripadniki se danes večinoma identificirajo kot "Chitimacha" ali "Houma".)

- Choctaw-Apache Tribe of Ebarb (tudi: Choctaw-Apache Community of Ebarb, sestavljajo jih večinoma Choctaw in Lipan Apači ter potomci Adai, Komanči, "Atakapa-Ishak" (Bidai Band in Appalousa/Opelousa Band), Wichita, Yscani/Waco ter plemen španskih misij v Vzhodnem Teksasu in na severu Mehike (Soule 1995), z okoli 1.800 člani največje državno priznano pleme Louisiane.)

Verjetno je še nekaj pripadnikov z "Atakapa-Ishak" predniki med naslednjimi na zvezni ravni (Federal Recognition) priznanimi plemeni:
- United Houma Nation (ker so se vsa v Louisiani državno priznana plemena nekoč odcepila od "United Houma Nation", so med njimi verjetno tudi "Atakapa-Ishak".)

- Alabama-Coushatta Tribe of Texas

- Coushatta Tribe of Louisiana

- Caddo Nation (preživeli "zahodnih Atakapa (Hikike Ishak)" so se pridružili plemenom Caddo in se z njimi preselili v Oklahomo, vendar so medtem izgubili svojo ločeno identiteto.)

Poleg tega si od leta 2006 približno 450 "Atakapa-Ishak" kot Atakapa Ishak Nation s centrom okoli Lake Charles prizadeva za zvezno in državno priznanje v Teksasu in Louisiani kot pleme – vendar je Louisiana priznanje že zavrnila in po BIA velja postopek priznanja na zvezni ravni za "mirovanje" in ni dokončno rešen,"da trenutno obstaja več ločenih skupin "Atakapa-Ishak Nation" in zato ni zakonitega sogovornika za zvezne oblasti. Leta 2008 pa so bili priznani kot neprofitna organizacija 501(c) Kulturno, etnično ozaveščanje (A23).
Del ameriške avtoceste 190 med reko Sabine in mestom [[DeRidder v Louisiani se danes imenuje Atakappa Coushatta Trace (pot Atakappa Coushatta), ker gre za nekdanjo pešpot in pohodniško pot plemena na njihovem bivališču.

## Posamezne reference
1. ↑  Gatschet, Albert S.; Swanton, John Reed; Smithsonian Institution (1932). A dictionary of the Atakapa language. Bureau of American Ethnology. Pridobljeno 14. marca 2010.
2. ↑  Mithun, Marianne (2001). The Languages of Native North America (First paperback izd.). Cambridge, United Kingdom: Cambridge University Press. str. 302, 344. ISBN 0-521-23228-7.
3. 1 2 3  »Encyclopedia of Native American Tribes - Third Edition«. Pridobljeno 20. februarja 2017.
4. ↑  Hans Läng: Kulturgeschichte der Indianer Nordamerikas, S. 150–156, Verlag Gondrom, Bindlach, 1993. ISBN 3-8112-1056-4
5. ↑  Poti v preteklost Louisiana - Indijanci Atakapa

## Spletne povezave
- Atakapa Indian Fact Sheet
- Atakapa Indians
- Atakapa Indian History
- Homepage des Pointe-au-Chien Indian Tribe
- Homepage der Biloxi-Chitimacha Confederation of Muskogees
- Homepage des Choctaw Apache Tribe
- Homepage der United Houma Nation
- Homepage des Alabama-Coushatta Tribe of Texas
- Homepage der Coushatta Tribe of Louisiana
- Homepage der Caddo Nation
- Homepage der Atakapa Ishak Nation